# Guillaume Édeline
Pour les articles homonymes, voir Édeline.
Guillaume Édeline, né le 13 juillet 1902 à Namur et mort le 16 avril 1987 à Chairière, est un peintre belge. Il est père de 2 enfants : Francis et Louise.

## Biographie
Guillaume Édeline naît en 1902 à Namur.
Élève de l'Académie des beaux-arts de Saint-Josse-ten-Noode de 1920 à 1921, où il apprend le dessin auprès d'Henri Ottevaere. Il y poursuivra sa formation en 1929 auprès de G. Fontaine pour la sculpture. Entre 1928 et 1929,  il suit une année de perfectionnement auprès d'Alfred Bastien à l'Académie des Beaux-Arts d'Ixelles,
Entre 1924 et 1930, professeur de dessin aux Athénées de Chimay puis de Bouillon, ensuite de 1930 à 1941 à l'Athénée Royal d'Ixelles. En 1941, en raison des difficultés liées à la guerre, il demande et obtient son retour à l'Athénée de Bouillon où il achèvera sa carrière.
Il devient membre de l'Académie luxembourgeoise en 1963. 
Très nombreuses expositions à Bruxelles, Namur, Liège, Bouillon, Vresse etc..
Il se spécialise dans les vues de la Meuse et de son affluent, la Semois, et réalise également des tableaux rappelant ses séjours dans le sud de la France.
Guillaume Édeline meurt en 1987 à Chairière.